# Австрия на «Евровидении-1993»
Австрия принимала участие в тридцать восьмом выпуске телевизионного конкурса Евровидение-1993, который состоялся 15 мая в Милстрите, Ирландия. Страну представлял певец цыганского происхождения Тони Вегас с песней Maria Magdalena, написанной Кристианом Колоновицем, Иоганном Бертлем и Томасом Спитцером. Вегас уже участвовал на Евровидение годом ранее с песней Zusammen geh'n. По итогам голосования он занял 14-е место из 25, набрав 32 балла. Данный результат позволил Австрии пройти квалификацию на участие в Евровидение-1994. Поэтому, Maria Magdalena стала предшественницей австрийской заявки 1994 года Für den Frieden der Welt в исполнении Петры Фрай. Конкурс был показан ORF на канале ORF eins с комментариями Эрнста Гриссмана. Глашатаем от Австрии был Эрих Гётцингер.

## Предыстория
Перед участием на Евровидение-1993 Австрия уже принимала участие в этом конкурсе 29 раз с момента своего дебюта в 1957 году. За это время страна выигрывала Евровидение только однажды: в 1966 году в Люксембурге с песней Merci, Chérie в исполнении Удо Юргенса. В 1967 году Австрия впервые проводила конкурс у себя в бальном зале дворца Хофбург в Вене. Помимо этого, Австрия семь раз оказывалась на последнем месте. В последний раз это произошло в 1991 году в Риме с песней Venedig im Regen в исполнении Томаса Форстнера. Трижды Австрия получала ноль очков: в 1962, 1988 и 1991 годах. На Евровидение-1992 композиция Zusammen geh'n в исполнении Тони Вегаса заняла десятое место.

## До «Евровидения»

### Внутренний отбор
Начиная с 1957 года австрийская телекомпания ORF отвечает за организацию отбора заявки на Евровидение и дальнейшую трансляцию конкурса. В 1990-91 годах ORF организовывал национальные финалы с участием нескольких артистов и песен. После провала Томаса Форстнера на Евровидение-1991 вещатель вернулся к внутреннему отбору, который проводил в последний раз в 1989 году. Для участия в конкурсе 1993 года ORF объявил, что прошлогодний представитель Австрии Тони Вегас согласился представлять страну во второй раз. А для выбора песни будет собран национальный финал.

### Ein Lied für Millstreet
Австрийский национальный финал Ein Lied für Millstreet состоялся 30 марта 1993 года в телестудии ORF в Вене. Ведущими были Андреас Степпан и Михаэль Ниаварани. В течение февраля семь песен, написанных для Тони Вегаса, транслировались по радио, а слушатели посредством открыток проголосовали за наиболее понравившуюся песню из семи предложенных. Во время Ein Lied für Millstreet все семь песен были представлены посредством видеоклипов, а результаты голосования были объявлены уже после трансляции. По итогам голосования поступило свыше 15 тысяч открыток в адрес ORF.
| Порядковый номер | Название песни      | Перевод               | Голоса | Место |
| ---------------- | ------------------- | --------------------- | ------ | ----- |
| 1                | Einfach so          | "Просто так"          | 1775   | 2     |
| 2                | Nie wieder          | "Больше никогда"      | 551    | 4     |
| 3                | Maria Magdalena     | "Мария Магдалина"     | 6170   | 1     |
| 4                | Mitten in der Nacht | "Середина ночи"       | 975    | 3     |
| 5                | Es wird alles gut   | "Все будет хорошо"    | 155    | 6     |
| 6                | La luna             | "Луна"                | 228    | 5     |
| 7                | Tief in mir         | "Глубоко внутри меня" | 145    | 7     |

## На «Евровидении»
В связи с распадом Югославии и Советского Союза и роспуском Организации Варшавского договора Европейский вещательный союз ввёл правило о квалификации новых стран. Согласно этому правилу, страны, занявшие последние семь мест по итогам 1993 года, должны были взять перерыв на год, чтобы позволить странам-дебютантам принять участие. Вегас в Милстрите выступал под номером 10, между Исландией и Португалией. Во время своего выступления певец был одет в малиновый пиджак и носил в ухе серьгу. Среди бэк-вокалистов Вегаса был неоднократный представитель Австрии на Евровидение Гари Люкс (1983, 1985, 1987). По итогам голосования Австрия заняла 14-е место из 25, набрав 32 очка, включая максимальные 12 очков от Боснии и Герцеговины. Данный результат позволил стране пройти квалификацию на участие в Евровидение-1994. 12 очков австрийское жюри присудило вице-чемпиону конкурса, Великобритании. Дирижёром оркестра во время исполнения австрийской песни был её композитор Кристиан Колоновиц, ранее представлявший Австрию на Евровидение-1972 как участник группы Milestones.

### Голосование
| Очки      | Страна                               |
| --------- | ------------------------------------ |
| 12 баллов | - Босния и Герцеговина               |
| 10 баллов |                                      |
| 8 баллов  |                                      |
| 7 баллов  |                                      |
| 6 баллов  | - Ирландия                           |
| 5 баллов  |                                      |
| 4 балла   | - Турция                             |
| 3 балла   | - Бельгия - Великобритания - Франция |
| 2 балла   |                                      |
| 1 балл    | - Греция                             |

| Очки      | Страна         |
| --------- | -------------- |
| 12 баллов | Великобритания |
| 10 баллов | Швеция         |
| 8 баллов  | Ирландия       |
| 7 баллов  | Франция        |
| 6 баллов  | Швейцария      |
| 5 баллов  | Португалия     |
| 4 балла   | Мальта         |
| 3 балла   | Нидерланды     |
| 2 балла   | Испания        |
| 1 балл    | Исландия       |